# Basketball Nymburk
El ERA Basketball Nymburk es un equipo de baloncesto checo que compite en la NBL, la primera división del país y en la Eurocup, la segunda competición europea. Tiene su sede en Nymburk, en la Bohemia Central. Disputa sus partidos de la liga doméstica en el Sportovní Centrum, con capacidad para 2000 espectadores, mientras que los partidos de competiciones europeas los juega en el Tipsport Arena de Praga, con capacidad para 11.650 espectadores.

## Historia
El club nació en 1929 con la denominación de Sokol Nymburk. Desde entonces ha tenido diversas denominaciones. Su historia reciente parte de 1996, cuando se ganan el derecho a participar en la tercera división del país. En 1999 ascienden a la segunda división, ascendiendo a la máxima categoría en 2000. En 2004 ganarían su primer título de liga, derrotando en la final al Mlekarna Miltra Novy Jicin, siendo desde entonces el gran dominador de la competición, ganando todos los títulos de liga hasta 2016.

## Nombres
- SK Zeleznicari (1939-1945)
- Sokol (1945-1950)
- Lokomotiva (1950-1998)
- BK GA (1998-2002)
- BK ECM (2002-2004)
- ČEZ Basketball Nymburk (2004-)

## Temporada a temporada
| Temporada | Nivel | Liga | Pos. | Copa Checa | Competiciones europeas | Competiciones europeas |
| --------- | ----- | ---- | ---- | ---------- | ---------------------- | ---------------------- |
| 2006–07   | 1     | NBL  | 1º   | Campeón    | 3 FIBA EuroCup         | RS                     |
| 2007–08   | 1     | NBL  | 1º   | Campeón    | 2 ULEB Cup             | RS                     |
| 2008–09   | 1     | NBL  | 1º   | Campeón    | 2 Eurocup              | RS                     |
| 2009–10   | 1     | NBL  | 1º   | Campeón    | 2 Eurocup              | QF                     |
| 2010–11   | 1     | NBL  | 1º   | Campeón    | 1 Euroleague           | QR1                    |
| 2010–11   | 1     | NBL  | 1º   | Campeón    | 2 Eurocup              | T16                    |
| 2011–12   | 1     | NBL  | 1º   | Campeón    | 1 Euroleague           | QR3                    |
| 2011–12   | 1     | NBL  | 1º   | Campeón    | 2 Eurocup              | QF                     |
| 2012–13   | 1     | NBL  | 1º   | Campeón    | 1 Euroleague           | QR2                    |
| 2012–13   | 1     | NBL  | 1º   | Campeón    | 2 Eurocup              | T16                    |
| 2013–14   | 1     | NBL  | 1º   | Campeón    | 1 Euroleague           | QR1                    |
| 2013–14   | 1     | NBL  | 1º   | Campeón    | 2 Eurocup              | EF                     |
| 2014–15   | 1     | NBL  | 1º   |            | 1 Euroleague           | QR1                    |
| 2014–15   | 1     | NBL  | 1º   | 2 Eurocup  | R32                    |                        |
| 2015–16   | 1     | NBL  | 1º   |            | 3 FIBA Europe Cup      | R32                    |
| 2016–17   | 1     | NBL  | 1º   | Campeón    | 3 Champions League     | POQ                    |
| 2017–18   | 1     | NBL  | 1º   | Campeón    | 3 Champions League     | R16                    |

## Palmarés
- Národní Basketbalová Liga
  - Campeón (20): 2004, 2005, 2006, 2007, 2008, 2009, 2010, 2011, 2012, 2013, 2014, 2015, 2016, 2017, 2018, 2019, 2020, 2021, 2022, 2024

- Copa de la República Checa
  - Campeón (15): 2004, 2005, 2007, 2008, 2009, 2010, 2011, 2012, 2013, 2014, 2017, 2018, 2019, 2020, 2021

## Jugadores destacados
| - Pavel Beneš - Jiri Zidek - Jakub Kudlacek - Radek Necas - Lukas Palyza - Pavel Pumprla - Ladislav Sokolovsky - Tweety Carter - Dionte Christmas - Aubrey Coleman - Terrell Everett - Adam Koch - Eugene Lawrence - Andrew Naymick - Blake Schilb - Dylan Page - Phil Ricci - Scottie Reynolds - Derek Raivio - Chester Simmons |  | - Maxime De Zeeuw - Martin Rancik - Radoslav Rančík - Vladimir Štimac - Gintaras Einikis - Antti Nikkilä - Guillermo Díaz - Thomas Massamba - Goran Jagodnik - / Maurice Whitfield - / Adam Hess - / Darius Washington - / Michael Efevberha - / Mike Lenzly - / Rašid Mahalbašić - / Robert Tomaszek - / Vlado Ilievski - / Michael Meeks - / Weyinmi Efejuku |